# Маріо Бідоне
Маріо Бідо́не (ісп. Mario Bidone; нар. 10 січня 1887, Буенос-Айрес — пом. 29 вересня 1977, Мендоса) — аргентинський вчений в галузі виноробства.

## Біографія
Народився 10 січня 1887 року в Буенос-Айресі. Закінчив в Італії Королівську школу виноробства і виноградарства і Болонський університет.
Був професором в школах «Виноробство і садівництво» і «Виноградарство і виноробство» у місті Сан-Хуані і Університеті імені доктора Хуана А. Маса в Мендосі, був одним із засновників виноробного центру в Мендосі.
Розробив метод виробництва і зберігання вин, який носить його ім'я. Творець марки вина Сан Філіпе, яка отримала міжнародне визнання.
Помер в Мендосі 29 вересня 1977 року.